# Alonso de Ojeda

Alonso de Ojeda útjai

Alonso de Ojeda (1466? – 1515?) spanyol konkvisztádor, lovag, felfedező.
Először Kolumbusz második útján utazott Amerikába, ahol 1494 márciusában megbízták Hispaniola szigetének feltérképezésével.
1499-ben egy négy hajóból álló raj parancsnokaként indult útnak; navigátora Amerigo Vespucci, főkormányosa Juan de la Cosa volt. Májusban hajóztak ki, és az Orinoco deltájában érték el Dél-Amerika partját. Tovább utazva bejárták a mai Venezuela partvidékét és a Maracaibo-tó nagy részét, felfedeztek sok szigetet, egyebek közt:
- Arubát,[3]
- Bonaire-t,[4]
- Curaçaót.[5]

Guyana partjainál Vespucci elvált Ojedától, és dél felé hajózott tovább.
1500 nyarán tértek haza.
1508-ban ismét útnak indult Diego Nicuesa társaságában azzal a feladattal, hogy Dél-Amerikában alapítsanak gyarmatokat. Egyik tisztje Francisco Pizarro volt. Ojedának Új-Andalúzia jutott, társának küldetése pedig Arany-Kasztília létrehozása volt. Ojedának pénzügyi gondjai támadtak, ezért embercsempészettel akarta törleszteni adósságait, de ez nem sikerült neki, végül Nicueza segített rajta.
1510-ben alapította meg az első jelentős spanyol támaszpontot, amit szent Sebestyénről nevezett el; helyén ma a kolumbiai Turbo városa áll. Ojeda tervei nem váltak be: sok embere éhen halt, másokat az őslakók öltek meg. Fokozódó anyagi gondjai miatt felszállt egy arra járó hajóra, és visszatért Hispaniolára, hogy segítséget hozzon. A telep helyőrségét a karibi indiánvadászatokon megedződött Pizarróra bízta. Hispaniolán Ojedának nem sikerült támogatókat találnia, ezért nyomorúságos körülmények között tengődött, míg végül 1515 körül meghalt.
A Santo Domingó-i Szent Ferenc-kolostor főbejáratának íve alá temették el, ám később a testet kiásták, és titokban Venezuelába csempészték.